# Elementar (film din 2023)
Elementar este un film american animat pe calculator de tip comedie romantică din 2023 produs de Walt Disney Pictures și Pixar Animation Studios și distribuit de Walt Disney Studios Motion Pictures⁠(d). Regizat de Peter Sohn⁠(d) și produs de Denise Ream, a fost scris de Sohn, John Hoberg, Kat Likkel și Brenda Hsueh, cu Pete Docter⁠(d) fiind producător executiv. Fiind al 27-lea lungmetraj produs de studio, filmul prezintă în varianta englezească originală vocile lui Leah Lewis⁠(d), Mamoudou Athie⁠(d), Ronnie del Carmen⁠(d), Shila Ommi, Wendi McLendon-Covey⁠(d) și Catherine O'Hara. Situată într-o lume locuită de elemente antropomorfe ale naturii, povestea urmărește elementul foc Ember Lumen (Lewis) și elementul apă Wade Ripple (Athie), care se întâlnesc și se îndrăgostesc după ce Wade este chemat la un accident de instalații sanitare de la un magazin de proximitate deținut de tatăl lui Ember, Bernie (Del Carmen).
După lansarea filmului Bunul Dinosaur (2015), Sohn a început să lucreze la proiect. El a prezentat conceptul filmului Elementar la Pixar pe baza ideii dacă focul și apa s-ar putea conecta vreodată sau nu. Elementar se inspiră din tinerețea lui Sohn, care a crescut ca fiu al imigranților din New York City în anii 1970, subliniind diversitatea culturală și etnică distinctă a orașului, în timp ce povestea este inspirată de filme romantice precum Ghici cine vine la cină (1967), Visătorii (1987) și Amélie (2001). În scopuri de cercetare, echipa de producție a petrecut multe ore urmărind tururi de orașe filmate în stil subiectiv pe YouTube, cum ar fi Veneția și Amsterdam, pentru inspirație. Instrumentele de animație au fost utilizate pentru a proiecta efectele vizuale și aspectul fiecărui personaj, în special ale lui Ember și Wade. Producția filmului Elementar a durat șapte ani, atât în studio, cât și în casele proprii ale realizatorilor de film, povestea fiind terminată de la distanță. Thomas Newman a compus și a dirijat partitura originală a filmului, marcând a patra sa colaborare cu Pixar după În căutarea lui Nemo (2003), WALL-E (2008) și În căutarea lui Dory (2016). Cu un buget de 200 de milioane de dolari, este unul dintre cele mai scumpe filme de animație realizate vreodată.
Elementar a debutat în afara competiției ca film de închidere la cea de-a 76-a ediție a Festivalului de Film de la Cannes pe 27 mai 2023 și a fost lansat în Statele Unite pe 16 iunie în formatele RealD 3D⁠(d), 4DX⁠(d) și Dolby Cinema⁠(d). Până în prezent, a încasat 394 de milioane de dolari. Filmul a primit laude de la critici pentru animația sa, deși scenariul său a fost considerat dezamăgitor în comparație cu filmele anterioare ale studioului Pixar.

## Recepție

### Reacția criticilor de film
După premiera sa de la Cannes, reacțiile timpurii de pe rețelele sociale la film au fost în general pozitive, dar recenziile criticilor de film au fost „dezamăgitoare” și l-au clasat „printre cele mai proaste lansări ale studioului de până acum”. Docter a fost surprins de recenziile negative și a crezut că tendința criticilor de a compara filmul nu numai cu alte lucrări, ci și cu propriile lor succese din trecut a dus la recenzii „destul de urâte” care au umbrit meritele filmului.
Pe site-ul web al agregatorului de recenzii Rotten Tomatoes, 73% din recenziile celor 244 de critici sunt pozitive, cu un rating mediu de 6,4/10. Consensul site-ului spune: „Elementar poate să nu satisfacă la fel de pe deplin ca cele mai bune filme Pixar, dar rămâne o poveste solidă spusă cu un fler vizual uimitor”. Metacritic, care folosește o medie ponderată, a atribuit filmului un scor de 58 din 100, pe baza a 45 de critici, indicând „recenzii mixte sau medii”. Publicul chestionat de CinemaScore a acordat filmului o notă medie de „A” pe o scară de la A+ la F, în timp ce PostTrak a raportat că 85% dintre spectatori i-au acordat un scor pozitiv, 68% spunând că îl vor recomanda cu siguranță.
Ben Croll de la TheWrap⁠(d) a scris: „Cu diverse ritmuri ale poveștii și transformări ale caracterelor care încordează mult dincolo de familiaritate, Elementar potrivește aventura formală cu timiditatea de a povesti. Iată o nouă întorsătură a vechii formule, animată de progresele tehnologice și oferită cu adevărată măiestrie.” Siddhant Adlakha de la IndieWire⁠(d) a dat filmului un B și a scris în recenzia sa: „În ciuda construcției confuze și supraîncărcate a lumii, Elementar are suficiente momente fermecătoare pentru a se descurca, chiar dacă semnificația lui constă mai puțin în saga sa despre imigranți prost concepută și mai mult în drama personală care se află câteva straturi sub ea”.
Jordan Mintzer de la The Hollywood Reporter a declarat: „Ar putea fi prima lucrare de la Pixar care pare că a fost generată în întregime de inteligența artificială”. Eileen Jones de la Jacobin a numit filmul „atât de plictisitor și de nepomenit încât pare un nou minim pentru celebra companie de animație”. Tim Grierson de la Screen Daily⁠(d) a remarcat că filmul „conține indicii de spirit și patos ale studioului în timp ce îi lipsește execuția inspirată care părea cândva atât de lipsită de efort”. Dan Kois de la Slate a lăudat imaginile din Element City, dar a criticat scenariul, chimia dintre cele două personaje principale și manipularea diferitelor grupuri de elemente din interiorul filmului, comparând conflictul dintre Ember și familia ei în mod nefavorabil cu Roșu aprins (2022). El a declarat că Pixar, cunoscută pentru marca sa de umor, abilitatea de a reda răsturnările de situație și atenția la detalii, trebuie să-și revizuiască formula pentru a-și recâștiga succesul anterior. David Fear de la Rolling Stone a criticat mesajul greoi al filmului, scriind: „Faptul că Elementar nu poate să treacă de propria premisă de prezentare a ideii sau să evite să se împiedice de intenția de a da lecții, cu atât mai puțin să stârnească râsetele și suspinele de la povestea de dragoste de atracție a contrariilor, este un pic șocant. Este atât de ocupat să încerce să scrie un articol de opinie, încât uită să-i dea o structură narativă și să-l facă să rezoneze emoțional. Este doar elementar.”